# Мекларен MP4-12C
Мекларен MP4-12C (касније преименован у Мекларен 12C) је спортски аутомобил дизајниран и произведен од стране McLaren Automotive. Овај аутомобил је употпуности дизајниран и направљен од стране Мекларена, задњи такав је био Мекларен F1 чија је производња престала 1998. Коначан дизајн је откривен септембра 2009. а производња је почела средином 2011.
MP4-12C има шасију направљену од композита угљеничних влакан, средње постављен 3,8 L V8 мотор са два турба који има 441 kW (591 КС) и приближно 601 N·m обртног момента, седмостепени мењач са дуплим квачилом.
Кабриолет верзија носи назив MP4-12C Spider касније преименован у 12C Spider. Фебруара 2014. Мекларен је најавио наследника под називом Мекларен 650S који је базиран на постојећем MP4-12C а априла исте године крај производње MP4-12C.